# Mario-Ovidiu Oprea
Mario-Ovidiu Oprea (n. 9 iunie 1965) este un senator român începând cu legislatura 2004-2008 ales în județul Dolj pe listele partidului PNL.